# Lester Carney
Lester Carney (Lester Nelson „Les“ Carney; * 31. März 1934 in Bellaire, Ohio) ist ein ehemaliger US-amerikanischer Sprinter.
Bei den Panamerikanischen Spielen 1959 in Chicago gewann er die Silbermedaille im 200-Meter-Lauf.
1960 wurde er über dieselbe Distanz US-Vizemeister und errang bei den Olympischen Spielen in Rom mit seiner persönlichen Bestzeit von 20,6 s Silber hinter dem Italiener Livio Berruti (20,5 s) und vor dem Franzosen Abdoulaye Seye (20,7 s).